# Suriname az 1984. évi nyári olimpiai játékokon
Suriname az egyesült államokbeli Los Angelesben megrendezett 1984. évi nyári olimpiai játékok egyik részt vevő nemzete volt. Az ország a játékokon 3 sportágban 5 sportolóval képviseltette magát, akik érmet nem szereztek.

## Atlétika
Férfi
| Versenyző        | Versenyszám | Előfutam | Előfutam | Előfutam | Negyeddöntő | Negyeddöntő | Negyeddöntő | Elődöntő | Elődöntő | Elődöntő | Döntő   | Döntő    |
| Versenyző        | Versenyszám | Idő      | Hely.    | Össz.    | Idő         | Hely.       | Össz.       | Idő      | Hely.    | Össz.    | Idő     | Helyezés |
| ---------------- | ----------- | -------- | -------- | -------- | ----------- | ----------- | ----------- | -------- | -------- | -------- | ------- | -------- |
| Siegfried Cruden | 400 m       | 50,07    | 7.       | 72.      | kiesett     | kiesett     | kiesett     | kiesett  | kiesett  | kiesett  | kiesett | kiesett  |
| Siegfried Cruden | 800 m       | 1:53,31  | 8.       | 53.      | kiesett     | kiesett     | kiesett     | kiesett  | kiesett  | kiesett  | kiesett | kiesett  |
| Tito Rodrigues   | 1500 m      | 4:02,87  | 10.      | 51.      |             |             |             | kiesett  | kiesett  | kiesett  | kiesett | kiesett  |

## Cselgáncs
| Versenyző      | Versenyszám | Csoport | 32-es főtábla                 | Nyolcaddöntő          | Negyeddöntő       | Elődöntő          | Vigaszág nyolcaddöntő | Vigaszág negyeddöntő | Vigaszág elődöntő | Bronz- mérkőzés   | Döntő             | Helyezés |
| Versenyző      | Versenyszám | Csoport | Ellenfél Eredmény             | Ellenfél Eredmény     | Ellenfél Eredmény | Ellenfél Eredmény | Ellenfél Eredmény     | Ellenfél Eredmény    | Ellenfél Eredmény | Ellenfél Eredmény | Ellenfél Eredmény | Helyezés |
| -------------- | ----------- | ------- | ----------------------------- | --------------------- | ----------------- | ----------------- | --------------------- | -------------------- | ----------------- | ----------------- | ----------------- | -------- |
| Mohamed Madhar | Légsúly     | A       | Christian Nkamgang (CMR) · GY | Peter Jupke (FRG) · V | kiesett           | kiesett           |                       |                      |                   |                   |                   | 12.      |

## Úszás
Férfi
| Versenyző     | Versenyszám    | Előfutam | Előfutam | Előfutam | Döntő   | Döntő   | Döntő   | Helyezés |
| Versenyző     | Versenyszám    | Idő      | Hely.    | Össz.    | Típus   | Idő     | Hely.   | Helyezés |
| ------------- | -------------- | -------- | -------- | -------- | ------- | ------- | ------- | -------- |
| Anthony Nesty | 100 m gyors    | 54,99    | 6.       | 49.      | kiesett | kiesett | kiesett | kiesett  |
| Anthony Nesty | 100 m pillangó | 56,15    | 3.       | 21.      | kiesett | kiesett | kiesett | kiesett  |
| Hugo Goossen  | 100 m hát      | 1:03,77  | 5.       | 36.      | kiesett | kiesett | kiesett | kiesett  |